# Gà cáy củm
Gà cáy củm hay còn gọi là gà cúp hay gà không phao câu là một giống gà bản địa có nguồn gốc ở miền Bắc Việt Nam. Chúng là giống gà đặc sản, được nuôi từ lâu ở Hà Giang, Cao Bằng. Gà cáy củm có đặc điểm kỳ lạ là bề ngoài dường như không có phao câu. Hiện nay gà cũng có mặt ở Lâm Đồng do những người đi kinh tế mới du nhập. Giống gà này được đưa vào diện bảo tồn nguồn gen quý hiếm, Viện Chăn nuôi Việt Nam có kế hoạch bảo tồn gà cáy củm và đã được nuôi tại trung tâm giống của tỉnh Cao Bằng .

## Đặc điểm
Gà có màu lông đa dạng, chúng có lông màu nâu, xám, trắng có sọc đen, ánh xanh cánh sả, mào dâu, chân vàng và đặc biệt lông đuôi cúp xuống Gà cáy củm trống nặng 2 - 2,5 kg, mái nặng 1,5 – 2 kg khi trưởng thành. Gà mái có màu lông đốm xám, nặng chừng hơn 3 kg, trông nó cũng bình thường như những con gà mái khác, nhưng nó có chiếc đuôi ngắn củn cỡn của nó cụp xuống, trông như mái tóc. Bất kể gà trống hay gà mái, cứ con nào mà chòm đuôi cụp xuống là gà không có phao câu. Gà trống có màu sắc rất đẹp, nhưng cũng cụp đuôi vì thiếu phao câu. Con gà nhỏ có bộ lông óng ánh mềm như lông chim, khá đẹp mắt. Lông đuôi và lông thân giống nhau, không có gì phân biệt, giống gà xương đen ngày chạy đồi, đêm ngủ cành cây.
Người ta cho rằng chúng là gà không phao câu vì phao câu gà không lồi ra, thực ra gà Cúp có phao câu, nhưng là phao câu chìm, vẫn có khả năng sinh sản và phát triển tốt, mỗi lứa đẻ 10 - 12 quả, tỷ lệ phôi và kết quả ấp nở giống như các giống gà nội khác của địa phương. Khi sờ thử không hề thấy cục thịt ở cuống đuôi của giống lông vũ này, kể cả khi vạch hết lông đuôi con gà để nhìn tận mắt, sờ tận tay. Chỗ sau cùng của nó nhẵn nhụi, vuốt đều tay từ lưng tuột xuống đến bụng, giống gà này không có thứ mà gà thường dùng mỏ lấy chất dịch béo ở đó để trau chuốt bộ lông thêm đẹp, như vậy gà cũng không có chất dịch có tác dụng bảo vệ cơ thể chống bị thấm nước khi gặp sương hoặc mưa.
Thịt gà có mùi hương lúa, rất dai, giòn, ngọt hơn những loại gà khác. Người ta cho rằng tại những thứ ngon lành vốn tích ở phao câu đều đã ngấm hết vào xương thịt. Gà này ăn ở vùng nó sống thì rất ngon, nhưng đem đi nơi khác ăn không. Người ta cũng tin rằng gà sẽ mọc lại phao câu khi rời Túng Sán sinh sống, gà ở đây không có phao câu, nhưng đem về vùng khác nuôi lại mọc phao câu, không thì nó cũng chết non. Động vật không hợp thổ nhưỡng thì khó nuôi là chuyện dễ hiểu nhưng chuyện một con gà có thể thay đổi cấu tạo nhóm xương cùng, cụt trong vòng đời như vậy là không hợp lý và việc nó không sinh đẻ được, hoặc đẻ ra gà con lại có phao câu thì có thể. 

## Phân bố
Nhiều thông tin cho biết ở Cao Bằng có giống gà không phao câu rất lạ đã được người dân nuôi từ lâu. Gà cáy củm đã được nuôi từ lâu đời tại xã Đức Xuân và Ngũ Lão thuộc huyện Hòa An và xã Lưu Ngọc thuộc huyện Trùng Khánh, Cao Bằng, và rải rác tại một số xã thuộc huyện Hoàng Su Phì, Hà Giang, từng được dùng cúng lễ cầu may mắn và là vật linh thiêng trong nhà người Mông. Ở xã Lộc Thành, thị xã Bảo Lộc, tỉnh Lâm Đồng cũng có gà cáy củm do trong quá trình di cư làm kinh tế mới, người Nùng Cao Bằng mang gà theo. Như vậy việc nói giống gà này nếu đem đi nơi khác sẽ không còn giữ được đặc tính không có phao câu là không chính xác.
Giống gà không có phao câu ở xã Túng Sán huyện Hoàng Su Phì, Hà Giang và vùng núi Tây Côn Lĩnh, theo người dân thì giống gà này ở Túng Sán có từ lâu rồi và hiện còn có ở một số thôn của người Clao sinh sống. Thường thì trong một ổ trứng chỉ nở ra vài con gà không có phao câu, còn lại đều bình thường. Ngoài đàn gà của người Clao ra, không nơi nào có giống này.

## Tình trạng
Người Clao cho rằng gà trống không có phao câu, không đem lên bàn thờ cúng tổ tiên, mỗi lần thịt gà đều chọn chúng trước. Người Clao không bao giờ dùng gà trống không phao câu để cúng tổ tiên, không ai cúng tổ tiên bằng thứ gà này. Mỗi khi đem gà xuống xã bán, người Clao lờ đi chuyện gà không có phao câu, từ đó mà danh tiếng của giống gà độc đáo của vùng đất này không được mấy ai biết đến . Với điều kiện thời tiết khắc nghiệt và dịch bệnh đã hủy diệt giống gà này, nhưng đầu năm 2013, ở vùng sâu của tỉnh Cao Bằng vẫn còn giống gà không phao câu. Tại xã Đức Xuân, huyện Hòa An các hộ gia đình nuôi gà và chỉ còn 60 con gà không phao câu. Hiện, giống gà này giảm số lượng và chỉ được nuôi xen kẽ ít ỏi ở các hộ người Mông, vì theo quan niệm của người địa phương, những ngày giỗ, tết phải ăn và biếu bố mẹ, khách quý gà trống thiến to béo. Gà cáy củm không đạt yếu tố thẩm mỹ.